# ماونتن بارك
ماونتن بارك (بالإنجليزية: Mountain Park, Fulton County, Georgia) هي مدينة تقع في مقاطعة فولتن، مقاطعة تشيروكي، جورجيا بولاية جورجيا في الولايات المتحدة. تبلغ مساحة هذه المدينة 1.4 (كم²)، وترتفع عن سطح البحر م، بلغ عدد سكانها 547 نسمة في عام 2010 حسب إحصاء مكتب تعداد الولايات المتحدة.

## وصلات خارجية
- Mountain Park, Georgia نسخة محفوظة 11 يوليو 2018 على موقع واي باك مشين.
- Cities & Counties - Georgia.gov